# ポケモンの一覧 (494-545)
ポケモンの一覧（ポケモンのいちらん）は、ゲームソフト『ポケットモンスターシリーズ』に登場する架空の生物「ポケットモンスター（ポケモン）」の一覧。本項では全1025種のうち、『ポケットモンスター ブラック・ホワイト』から登場し、シリーズ共通の全国ポケモン図鑑において494から545までの番号を付与されている種を掲載する。

## ビクティニ
| 分類: しょうりポケモン | タイプ: エスパー/ ほのお | 高さ: 0.4m   | 重さ: 4.0kg  |
| 特性: しょうりのほし   | かくれ特性: なし         | 進化前: なし | 進化後: なし |

勝利をもたらすポケモンといわれ、ビクティニを連れたポケモントレーナーはどんな勝負にも勝てるといわれている。黄色の体にオレンジの巨大なV字型の耳を持ち、背に小さな羽を持つ。体内でエネルギーを無限に生成し、そのエネルギーを触れることで他者に分け与える能力を持つ。
幻のポケモンの一種。イッシュ図鑑では、No.000という、これまでの歴代シリーズでは使われていない図鑑番号が与えられている。『ブラック・ホワイト』ではソフト発売から1か月間（2010年9月18日 - 10月18日）の期間限定で配布された「リバティチケット」を所持していると、ヒウンシティから「リバティガーデン島」に行けるようになり、そこにある灯台の地下でビクティニと戦うことができる。また、2011年の映画『ビクティニと黒き英雄 ゼクロム・白き英雄 レシラム』では、前売券の特典として『ブラック・ホワイト』にビクティニが配布された。
特性の「しょうりのほし」は自分や味方の技の命中率を1.1倍に上げる特性。専用技が2つあり、1つは「かえんだん」。ほのおタイプの強力な全体技で、威力も命中率も安定しており、味方も巻き込むという欠点を除けば強力な技。もう一つは「Vジェネレート」。ほのおタイプの非常に強力な物理技で、威力はなんと脅威の180。大爆発や自爆とは異なり連続して使うことのできる技の中では全技最高威力の技である。さらに、デメリットは防御・特防・素早さが下がるだけと威力に対してデメリットが小さい点も非常に強力。
映画では『ビクティニと黒き英雄 ゼクロム・白き英雄 レシラム』で初登場している。声優は特別出演の水樹奈々。短編映画『ピカチュウ、これなんのカギ?』で再登場。声優は安済知佳。
増田順一の「縁起の良いポケモンを作りたい」という案によって誕生したポケモンであり、早い段階から縁起の良い「V」の字をモチーフにすることが決定していた。
『大乱闘スマッシュブラザーズ for Nintendo 3DS / Wii U』では、「モンスターボール」から登場。その場でしょうりのほしを使用し、呼び出したファイターとその味方の攻撃力を上げ、スーパーアーマー状態にする。『大乱闘スマッシュブラザーズ SPECIAL』では効果が変わり、呼び出したファイターが最後の切りふだを使えるようにするというものになっている。

## ツタージャ
| 分類: くさへびポケモン | タイプ: くさ             | 高さ: 0.6m   | 重さ: 8.1kg        |
| 特性: しんりょく       | かくれ特性: あまのじゃく | 進化前: なし | 進化後: ジャノビー |

二足歩行のカナヘビのような姿をしたポケモン。葉っぱのような形の尻尾は元気をなくすと垂れ下がり、太陽の光を浴びることで動きが鋭くなるという。また、知能が高くとても冷静。常に半開きのような目をしているが、瞼はそれ以上開かない。群れることを好まない性質。腕が短いため首元から蔓を出して腕代わりにする。名前の由来は「ツタのような蛇」から。
『ブラック・ホワイト』ではほのおタイプのポカブ、みずタイプのミジュマルとともに、最初にもらうポケモンの1匹。
TVアニメ版では種族柄、賢すぎる性格ゆえ、あまりに未熟なトレーナーを自分から見捨てる傾向があると設定された。劇中ではサトシが♀を、『ベストウイッシュ』第7話でゲットした（声優：林原めぐみ）ほか、シューティーの最初のポケモンとしても登場しており、♂である（声優：三木眞一郎）。
2011年12月4日に開店した「ポケモンセンター トウホク」のロゴマークにピカチュウ・ビクティニとともに採用されており、当店の開店を記念し、全国のポケモンセンターで同日から18日までの期間中、通常では覚えることができない「アロマセラピー」「こうごうせい」を覚え、ちからのハチマキを所持したツタージャが配布された。
読売新聞で連載されたポケモン四字熟語では、ツタージャを紹介するキャッチフレーズとして『思慮分別・しりょぶんべつ』が用いられた。
『大乱闘スマッシュブラザーズ for Nintendo 3DS / Wii U』『大乱闘スマッシュブラザーズ SPECIAL』では、「モンスターボール」から登場。前方へ「はっぱカッター」を連射して攻撃する。
漫画版『ポケットモンスターSPECIAL』10章、11章ではチェレン（11章でジャノビーに進化）、ヒュウのパートナー兼主力として登場する（チェレンは10章でアララギ博士から貰った個体、ヒュウは11章でプラズマ団が繰り出してきた個体が懐き、彼の手持ちになった）。

## ジャノビー
| 分類: くさへびポケモン | タイプ: くさ             | 高さ: 0.8m         | 重さ: 16.0kg       |
| 特性: しんりょく       | かくれ特性: あまのじゃく | 進化前: ツタージャ | 進化後: ジャローダ |

ツタージャの進化形で、二足歩行のカナヘビのような姿をしている。体に対して手足が更に小さくなっているが、地面を滑るように素早く走ることができる。素早い動きで敵を惑わせてからつるのムチで仕留めたり、生い茂った草木の影を潜り抜けて攻撃を避ける。プライドが高すぎるため、他のポケモンと連携が取れるまで時間が掛かるという。
TVアニメ版では『ベストウイッシュ』第10話でシューティーのポケモンとして登場（声優は古島清孝）。
読売新聞の連載ポケモン四字熟語では、ジャノビーを紹介するキャッチフレーズとして『自学自習・じがくじしゅう』が用いられた。
漫画版『ポケットモンスターSPECIAL』10章、11章では10章でホワイトのあまんだがジャノビーの状態でホワイトの手持ちになり、11章終盤ではチェレンのツタージャがジャノビーに進化している。

## ジャローダ
| 分類: ロイヤルポケモン | タイプ: くさ             | 高さ: 3.3m         | 重さ: 63.0kg |
| 特性: しんりょく       | かくれ特性: あまのじゃく | 進化前: ジャノビー | 進化後: なし |

ジャノビーの進化形。足が退化してよりヘビのような姿になった。手は一見判りづらいが葉っぱ状になり、背中で組んでいる。しかしあまりにも短くなりすぎたためか、ほとんど手を使うことはない。太陽エネルギーを体内で増幅させる。気高い瞳で睨むだけで相手の動きを止めることができるため、格下を相手に本気を出さず、射竦められてもものともしない強敵と戦う時だけ本気を出す、誇り高い気質を持つことから「森の君主」とも呼ばれている。後頭部から生えた二対の耳のような突起物、長い襟のような装飾、胴体に刻まれた唐草模様などが貴族らしさを演出している。
TVアニメ版では『ベストウイッシュ シーズン2』第6話にてシューティーのポケモンとして登場。シューティーをジュニアカップ優勝へ導いたが、アデクとの挑戦ではバッフロンの特性「そうしょく」で「ソーラービーム」を封じられた上に「アフロブレイク」の一撃で敗北した。イッシュリーグではサトシのピカチュウと互角に繰り広げ最後はわずかな差で敗北に終わる。敗北後、シューティーはアデクに挑戦するためにサトシと手を交わしながら去っていた。使用技は「ソーラービーム」「エナジーボール」「にらみつける」「ドラゴンテール」「まきつく」「たたきつける」。声優は古島清孝。
ジャローダ、エンブオー、ダイケンキの3匹はいずれも武将をモチーフにしており、ジャローダはヨーロッパの近衛兵をイメージした姿となっている。
漫画版『ポケットモンスターSPECIAL』10章、11章ではホワイトのパートナー兼主力として登場する。性別は♀で、ニックネームは「あまんだ」。アララギパパの研究所からNが「解放」したもう一組の御三家であり、当初はそのままNに付いて行ったが、10章中盤でホワイトに同行していた♀のポカブ・ぶぶちゃんがNに付いて行った事で、代わりにホワイトに付いて行き彼女の手持ちになる。当初はジャノビーの状態だった。

## ポカブ
| 分類: ひぶたポケモン | タイプ: ほのお           | 高さ: 0.5m   | 重さ: 9.9kg        |
| 特性: もうか         | かくれ特性: あついしぼう | 進化前: なし | 進化後: チャオブー |

子豚のような姿をしたポケモン。体は橙色で耳と尻尾は黒く、尻尾の先端は赤いボールがついたようになっている。敵の攻撃を身軽に避けて、赤い鼻から火の玉を打ち出す。炎で木の実を焼いて食べるという。風邪をひくと鼻から吹くものが炎ではなく真っ黒な煙になってしまう。
くさタイプのツタージャ、みずタイプのミジュマルとともに、『ブラック・ホワイト』で最初にもらうポケモンの1匹。『Z-A』ではチコリータ・ワニノコとともに最初にもらえるポケモンの1匹として登場。
TVアニメ版では『ベストウイッシュ』にてサトシのポケモンとして登場。このポカブはもともとスワマ（声 - 福山潤）というトレーナーのポケモンだったが逃がされ、後にサトシにゲットされた。声優は水田わさび。『エピソードN』第1話では新人トレーナー・ノノミ（声 - 瀬戸麻沙美）がアララギ博士からポカブを譲ってもらっている。
漫画版『ポケットモンスターSPECIAL』10章、11章で主に10章のホワイトのタレントポケモン（手持ちではない）として登場する。性別は♀で、ニックネームは「ぶぶちゃん」。ホワイトのあまんだ、アララギパパのダイケンキと共にNが「解放」したもう一組の御三家であり、逃げ出した所をホワイトに引き取られ、タレントポケモンとしてホワイトに同行していた。しかし、中盤でホワイトを見限りNに付いて行った（その代わりにNが連れていたジャノビーがホワイトの手持ちになった）。その後はNの城でホワイトに再会し、親がNのポケモンとして引き取られた。11章ではホワイトを通じてファイツに渡り、彼女の正式な手持ちになった。特殊な経緯の持ち主である事と、タレントポケモンである為、未進化である。

## チャオブー
| 分類: ひぶたポケモン | タイプ: ほのお/ かくとう | 高さ: 1.0m     | 重さ: 55.5kg       |
| 特性: もうか         | かくれ特性: あついしぼう | 進化前: ポカブ | 進化後: エンブオー |

ポカブの進化形で、進化して二足歩行になった。体内の炎が燃え上がると動きのキレとスピードが増す。ピンチになると煙を噴き出す。食べたものを燃料にして胃袋で炎を燃やす。怒ると火力が上がる。仲間のためならどんな強敵にも立ち向かうが、空腹には弱い。
TVアニメ版では『ベストウイッシュ』にてベルのポケモンとして登場。声優は渡辺明乃。また、サトシのポカブもスワマとのバトル中に進化してチャオブーになっている（声優は進化前と同様に水田わさび）。バトル後は自分を騙したスワマに愛想を尽かし見限った。
漫画版『ポケットモンスターSPECIAL』11章では、バンジロウがチャオブーを所持している。

## エンブオー
| 分類: おおひぶたポケモン | タイプ: ほのお/ かくとう | 高さ: 1.6m         | 重さ: 150.0kg |
| 特性: もうか             | かくれ特性: すてみ       | 進化前: チャオブー | 進化後: なし  |

チャオブーの進化形。2足歩行するブタやイノシシのような姿で、チャオブーから巨大化して恰幅もさらによくなり、胴などに雲紋様が刻まれるなど中国を思わせるテイストが加わった。体躯に見合ったパワフルな格闘技を備え、炎の顎鬚の火炎を拳にまとわせて攻撃できる。この炎は胸の奥で燃え盛る炎が噴き出している物。鋭い目つきに加え、イノシシのような大きな牙を持つなど厳つい顔立ちをしているが、とても仲間思いの優しい性格である。また、ピンチを楽しむ性質を持ち、そうなると髭の炎がさらに燃え上がりパワーとスピードが増すという。
炎を纏って自分が相手より重いほどダメージを与える「ヒートスタンプ」は元々専用技だったが、『ソード・シールド』ではわざレコードとして使われるようになったため、覚えるポケモンが増えた。
TVアニメ版では『ベストウイッシュ』第71話にてベルのチャオブーが進化した形で初登場。シーズン2のイッシュリーグではコテツのダイケンキを性別はメスだったため新たに覚えた「メロメロ」を繰り出し、技を出せない状況にして倒すもリオルに敗北した。声優は佐藤健輔。また第77話ではスワマ（声 - 福山潤）のポケモンとして登場している。
エンブオー、ジャローダ、ダイケンキの3匹はいずれも武将をモチーフにしており、エンブオーは三国志に登場する豪傑・張飛をイメージした姿となっている。なお、この3匹の中では最も早くデザインが完成した。
漫画版『ポケットモンスターSPECIAL』10章、11章では10章の主人公・ブラックのパートナー兼主力として登場する。性別は♂で、ニックネームは進化する度に変わり、「ポカ（ポカブ時代）→チャオ（チャオブー時代）→ブオウ（エンブオー時代）」である。

## ミジュマル
| 分類: ラッコポケモン | タイプ: みず               | 高さ: 0.5m   | 重さ: 5.9kg        |
| 特性: げきりゅう     | かくれ特性: シェルアーマー | 進化前: なし | 進化後: フタチマル |

ラッコのような姿をしたポケモン。顔と手が白く、ほかの部分は青と水色で構成されている。頬にはそばかすのような斑点があり、腹部には「ホタチ」という貝殻を付けており、これを攻防一体の武器として使用する。このホタチはミジュマルの体から染み出たカルシウム成分が凝固したもので、命の次に大事なものらしい。水面で仰向けになり背泳ぎで泳ぐ。ホタチを河原の石で手入れするのは人が磁石で刀を研ぐのを見様見真似で覚えたもの。
侍の子供をモチーフとしており、フタチマルやダイケンキに見られる白髭は頬のそばかすから生えてくるという設定である。また、武器の「ホタチ」は「ホタテガイ」＋「太刀」から来ている。
「シェルブレード」は元々ミジュマル系統の専用技だったが、『ブラック2・ホワイト2』以降からは一部のポケモンが覚え、『ソード・シールド』では技マシンとなった。
くさタイプのツタージャ、ほのおタイプのポカブとともに、『ブラック・ホワイト』で最初にもらうポケモンの1匹。『LEGENDS アルセウス』ではヒノアラシ・モクローとともに最初にもらえるポケモンの1匹として登場。
TVアニメ版では『ベストウイッシュ』でカノコタウンで旅立つ新人ポケモントレーナーのための3匹のポケモンのうちの1匹として登場。声優は福圓美里。このミジュマルが後にサトシのポケモンになる。また、2023年開始となる第8シリーズではリコが通うセキエイ学園のクラスメイトであるアン（声 - 緒方佑奈）のパートナーとして第1話から登場。声優はオリオ役の佐倉綾音。
読売新聞の連載ポケモン四字熟語では、ミジュマルを紹介するキャッチフレーズとして『創意工夫・そういくふう』が用いられた。
『大乱闘スマッシュブラザーズ for Nintendo 3DS / Wii U』『大乱闘スマッシュブラザーズ SPECIAL』では、「モンスターボール」から登場。「なみのり」で前方へ突撃し、敵ファイターを巻き込む。
2020年2月に行われたポケモンオブザイヤー（ポケモン投票）ではイッシュ地方部門第7位に輝いている。

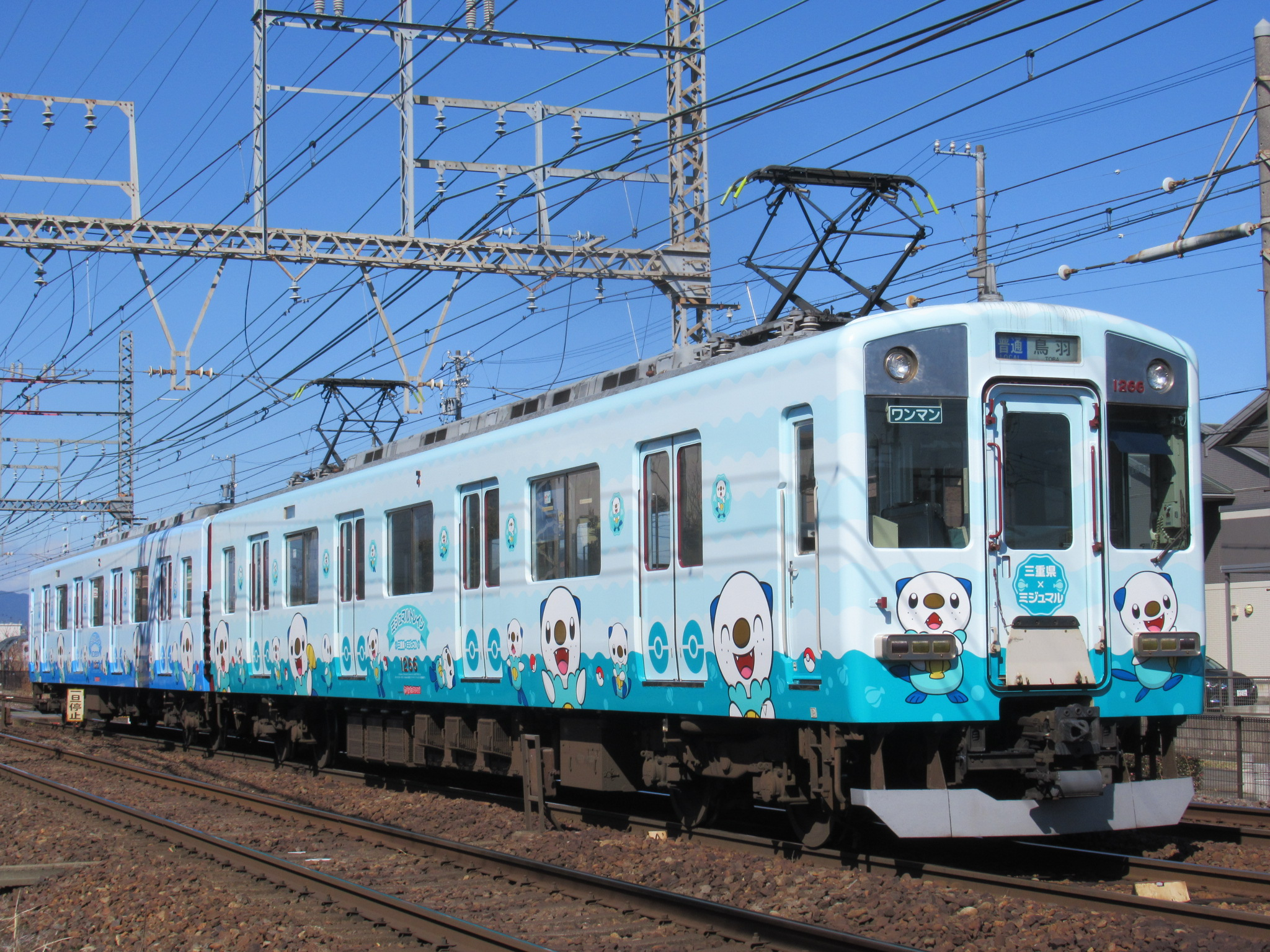
近鉄1220系 ミジュマルトレイン

2021年12月21日、三重県の「推しポケモン」に決定し、近鉄1220系電車1編成、また三重交通伊勢営業所のいすゞ・エルガミオと志摩営業所の日野・ポンチョ各1台にそれぞれラッピングが施された。ミジュマルバスは主に鳥羽市コミュニティバス「かもめバス」に起用され、鳥羽駅を起終点とする路線で運行されている。なおミジュマルトレインは2022年1月17日から2年半にわたって運転されたが、2024年7月18日をもって運転を終了している。その後、2025年2月から近畿日本鉄道の「伊勢志摩ライナー」1編成にミジュマルをフルラッピングし、尚且つデラックスカーを除くレギュラー席、サロン席・ツイン席のシートをミジュマル仕様に、先頭の展望デッキ等にも装飾を施した「ミジュマルライナー」を運行開始した。
漫画版『ポケットモンスターSPECIAL』10章、11章ではベルのパートナー兼主力として登場する。ベルがトレーナーとしての実力が高くない為、未進化である。

## フタチマル
| 分類: しゅぎょうポケモン | タイプ: みず               | 高さ: 0.8m         | 重さ: 24.5kg       |
| 特性: げきりゅう         | かくれ特性: シェルアーマー | 進化前: ミジュマル | 進化後: ダイケンキ |

諸肌を脱いだ若侍を思わせるミジュマルの進化形。専用武器の「ホタチ」は二振りに増え、二刀流を扱えるようになった。勤勉でストイックな性質を持ち、流れるようなホタチ裁きで2枚のホタチを扱う技は、厳しい修行によって身に付ける。そのホタチ裁きを剣術の手本にした人もいる。身に付けたホタチ裁きの技はフタチマルによって違う。ホタチの手入れは欠かせない。
TVアニメ版では『ベストウイッシュ』第4話から登場。また第19話にてカベルネのポケモンとして登場。デントとのジム戦ではミジュマルでヤナップに敗北していた。相性で有利なはずのデントのイシズマイとバトルするも特性「がんじょう」で耐えられ反撃に遭い敗北、ドンナマイトでもアイリスのドリュウズに敗北するなど、実力不足が目立つ。声優は林原めぐみ。『ベストウイッシュ シーズン2』第31話では湾岸救助隊の一員として登場した。
第8シリーズではアンのミジュマルが進化して登場。リコのニャローテと互角に戦うも隙を付かれ敗北する。使用技は「みずのはどう」「シェルブレード」「つばめがえし」「みきり」。声優は進化前と同様に佐倉綾音（第56話のエンディングクレジットで判明）。
読売新聞の連載ポケモン四字熟語では、フタチマルを紹介するキャッチフレーズとして『初志貫徹・しょしかんてつ』が用いられた。
漫画版『ポケットモンスターSPECIAL』11章では、11章の主人公・ラクツのパートナー兼主力として登場。性別は♂。続編章である為、ファイツのぶぶちゃんと共に最終進化していない御三家である。

## ダイケンキ
| 分類: かんろくポケモン | タイプ: みず               | 高さ: 1.5m         | 重さ: 94.6kg |
| 特性: げきりゅう       | かくれ特性: シェルアーマー | 進化前: フタチマル | 進化後: なし |

フタチマルの進化形。豊かな髭と貝で作られた甲冑を纏い、そのカブトは角の生じた法螺貝のような形をしている。前足の鎧の一部は「アシガタナ」という仕込み刀になっており、これが進化前の専用武器であった「ホタチ」に代わるもので、攻撃技「シェルブレード」を仕掛ける際もこれを抜刀する。貫禄による一睨みで敵を黙らせる事も出来る。通常は四足歩行だが、後ろ足のみでの直立も可能であり、敵が瞬きをする一瞬の間に、前足を用いてアシガタナを抜いて斬りつけ鞘に収めるという一連の動作を完了させる、高い居合の技術を持っている。群れを率いているが決まりを守らない者は仲間であろうと容赦なく叩きのめす厳格な性質の持ち主でもある。
リージョンフォーム
ヒスイ地方のダイケンキの姿。タイプはみず・あく。体格は原種とほぼ同じだが、体色が黒く顔つきもややいかつくなっている。正々堂々をモットーにしていた原種と異なり、勝つためなら手段を選ばない冷徹な性格をしている。普段は鳴き声一つ出さず静かにしているが、敵の気配を感じると目にも止まらぬ速さで「アシガタナ」を突きつける。バトルの際には不意打ちやだまし討ちなどトリッキーな戦法を得意とし、中でも「アシガタナの二刀流」による怒涛の連続攻撃は圧巻で、そのパワーはまさに押し寄せてくる波のよう。この攻撃を食らったものは長い年月の間、傷口が癒えなくなるという。専用攻撃技「ひけん・ちえなみ」は、斬ると同時に相手の体に「アシガタナ」の無数の細かい破片を食い込ませることでターン毎に継続ダメージを与え続ける、『LEGENDS アルセウス』における「ステルスロック」「ミサイルばり」「まきびし」などと同じ追加効果。
TVアニメ版では『ベストウィッシュシーズン2』第10話にてコテツのポケモンとして登場。セイガイハジムリーダーシズイのマンタインと対決し、勝利した。性別はメス。声優はたかはし智秋。
第8シリーズではアンのフタチマルが進化して登場。ロイの色違いルカリオとも互角に戦うほどの実力を見せた。
ダイケンキ、ジャローダ、エンブオーの3匹はいずれも武将をモチーフにしており、ダイケンキは日本の武将をイメージした姿となっている。
漫画版『ポケットモンスターSPECIAL』10章、11章ではアララギ博士（父）の手持ちとして登場する（彼は研究者であり、トレーナーではないので手持ちでは無く、トレーナーが現れるまで預かっているだけの可能性もあるが）。元はアララギ博士の研究所の御三家でNによって「解放」された1匹だったが、1匹だけアララギ博士を心配して戻って来た為、アララギ博士はそのミジュマルを自分でダイケンキまで育てた。

## ミネズミ
| 分類: みはりポケモン       | タイプ: ノーマル       | 高さ: 0.5m   | 重さ: 11.6kg       |
| 特性: にげあし/ するどいめ | かくれ特性: アナライズ | 進化前: なし | 進化後: ミルホッグ |

ハムスターのような姿をしたポケモン。特徴的な黄色と赤の鮮やかな目で身の回りに危険がないかを常に監視し、尻尾で仲間に合図を送る。両頬には頬袋があり、見張りは袋の中に餌をため込んだ上で何日も続ける。見張りがいないと不安らしい。
ゲーム序盤の道中でコラッタやジグザグマのように多く出現する。
TVアニメ版では『劇場版ポケットモンスター ダイヤモンド&パール 幻影の覇者 ゾロアーク』のEDにいち早く登場した他、『ベストウイッシュ』では野生のポケモンとして登場する場面が見られた。
テレビアニメでは第8シリーズにて42話から登場。スナップ小僧（声 - 福西勝也、虎島貴明、光部樹）のポケモンとして3体登場。

## ミルホッグ
| 分類: けいかいポケモン     | タイプ: ノーマル       | 高さ: 1.1m       | 重さ: 27.0kg |
| 特性: はっこう/ するどいめ | かくれ特性: アナライズ | 進化前: ミネズミ | 進化後: なし |

ミネズミの進化形。細長い胴体と尻尾が特徴的で、それぞれに鮮やかな黄色い縞模様が入った外見。基本的には腕を組んだ姿勢で直立している。
『ブラック・ホワイト』ではゲーム内のテレビ番組に出演している。ポケモンに持たせる道具を説明するお姉さんへのツッコミ役として、括弧書きの字幕をつけながら独特の鳴き声で喋っている。
TVアニメ版では『ベストウイッシュ』にてジムリーダー・アロエのポケモンとして登場。声優は渡辺明乃。

## ヨーテリー
| 分類: こいぬポケモン     | タイプ: ノーマル     | 高さ: 0.4m   | 重さ: 4.1kg        |
| 特性: やるき/ ものひろい | かくれ特性: にげあし | 進化前: なし | 進化後: ハーデリア |

薄い茶色の体毛を持つヨークシャー・テリアに似たポケモン。顔には顔面を覆うほどの濃いベージュの体毛があり、背中には別の黒い体毛がある。顔面の体毛はレーダーの役割を果たし、周囲の様子を探ることができる。知能が高く、強い相手にも勇敢に立ち向かっていくが、不利な戦いは避けるという。
ゲーム『ポケットモンスター ブラック・ホワイト』では最初の3人1組のジムリーダー、デント・ポッド・コーンがそれぞれ初めに繰り出すポケモン。『ブラック2・ホワイト2』では同じく最初のジムリーダー・チェレンが切り札として使用する。
TVアニメ版では『ベストウイッシュ』でシッポウジムリーダー・アロエの手持ちポケモンとして登場。サトシとのジム戦では1番手として登場し、「ほえる」でポカブを強制的に交代させた。声優は浅井清己。

## ハーデリア
| 分類: ちゅうけんポケモン | タイプ: ノーマル       | 高さ: 0.9m         | 重さ: 14.7kg       |
| 特性: いかく/ すなかき   | かくれ特性: きもったま | 進化前: ヨーテリー | 進化後: ムーランド |

ヨーテリーの進化形。顔にひげが生えているのが外観上の特徴。背中の黒い毛はマントのように体を覆っており、非常に固い。大昔からポケモントレーナーの手伝いをしてきたポケモンで、トレーナーの指示に忠実。
『ブラック・ホワイト』では幼馴染のベルが使用するポケモンの1匹。
TVアニメ版では『ベストウイッシュ』第16話にてジムリーダー・アロエのポケモンとして登場したほか、ジュンサーの手持ちポケモンとして登場することが多い。

## ムーランド
| 分類: かんだいポケモン | タイプ: ノーマル       | 高さ: 1.2m         | 重さ: 61.0kg |
| 特性: いかく/ すなかき | かくれ特性: きもったま | 進化前: ハーデリア | 進化後: なし |

ハーデリアの進化形。進化前よりさらに大きく伸びた髭がマントのように体を被っている。セント・バーナードのように吹雪で閉ざされた山に入り遭難救助をしたり、海でも遭難救助に当たるという。とても人懐っこく、3日もあれば野生の個体もすぐ懐く。体毛が長いせいかアローラの個体は苦しそうにしている。
『サン・ムーン』では、ライドポケモンとなっており、アイテム「ダウジングマシン」のように地中に埋まった道具を見つけることができる。道具が近くにあると「！」の吹き出しが現れ、道具の場所を特定すると「！」が赤くなり、その場で激しく吠えて知らせる。
TVアニメ版では『ベストウイッシュ』第39話にてカベルネの手持ちとして登場。サトシのガマガルと対決した。ガマガルを「たいあたり」で飛ばし「かみなりのキバ」からの「こおりのキバ」で凍らせようとするも「ちょうおんぱ」で手放してしまう。その後、「たいあたり」で飛ばしてからの「ほのおのキバ」を仕掛けるも「マッドショット」が口に入って苦しんだ隙を突かれ「ハイドロポンプ」を食らい敗北。『サン&ムーン』では年老いた野生のムーランドが登場。サトシのニャビーと暮らしていたが、寿命を迎えニャビーの前から姿を消した。

## チョロネコ
| 分類: しょうわるポケモン   | タイプ: あく               | 高さ: 0.4m   | 重さ: 10.1kg       |
| 特性: じゅうなん/ かるわざ | かくれ特性: いたずらごころ | 進化前: なし | 進化後: レパルダス |

子猫のような姿をしたポケモンで、紫の体色と、切れ長の目に大きな緑色の瞳を持つ。「しょうわるポケモン」の分類通り遊びで人の物を盗むイタズラ好きな気質という、「泥棒猫」をポケモン化した存在だが、愛くるしいしぐさから物を盗まれた人間はつい許してしまうといわれる。同じ猫ポケモンであるニャースやニャルマーと同様に怒ると爪を立てて反撃する。実は後ろ足だけで立つことができ、ニューラのように二足歩行も可能である。クスネとはライバルである。『ブラック2・ホワイト2』ではライバルの妹のチョロネコが本作の主軸の一つになっている。
TVアニメ版では『ベストウイッシュ』第44話にてミーシャ（声 - 藤村歩）の友達のポケモンとして登場。性別は♂。それ以外も何度か別個体が登場している。なおデントはチョロネコにひどい目に遭わされたトラウマから非常にチョロネコを苦手としている（サトシとアイリスに理由を話しているが、最後まで視聴者には知られないまま話が終わった）。
『ポケモンスマッシュ!』のCギアスキン投票企画ではしょこたん部長がチョロネコのスキンをデザインし、人気投票で1位に選ばれ、「ポケモングローバルリンク」を通して配信された。

## レパルダス
| 分類: れいこくポケモン     | タイプ: あく               | 高さ: 1.1m         | 重さ: 37.5kg |
| 特性: じゅうなん/ かるわざ | かくれ特性: いたずらごころ | 進化前: チョロネコ | 進化後: なし |

チョロネコの進化形。普段は気まぐれでのんびりと過ごすことが多い。全身の発達した筋肉で気配を殺して接近し、相手が気付く前に背後から忍び寄り仕留める。そのスマートな体型と毛並みが多くのトレーナーを惹きつける。豹の様な模様がある。フォクスライと縄張りを巡って争う。また、進化前同様、後ろ足で立ち上がることもでき仲間とスマートな体型を見せあっている。
『ブラック・ホワイト』では幼なじみのチェレンや四天王のギーマが使用する。その後も「X・Y」でフレア団のバラ、「ソード・シールド」でライバルのマリィが使用する。またプラズマ団やフレア団、エール団といった悪の組織のしたっぱが所持していることも多い。
TVアニメ版では『ポケットモンスター ベストウイッシュ』第22話の元元の続編 (第23～24話)でプラズマ団のナゾの男の手持ちとして初登場となるはずだったが、これらの第23・24話が2回続けてお蔵入りとなったため、その後シーズン2 第21話のラストシーンで改めて登場した。『エピソードN』 (第25～38話)ではプラズマ団が多く使用している。こちらの声優はたかはし智秋。

## ヤナップ
| 分類: くさざるポケモン | タイプ: くさ           | 高さ: 0.6m   | 重さ: 10.5kg       |
| 特性: くいしんぼう     | かくれ特性: しんりょく | 進化前: なし | 進化後: ヤナッキー |

サルのようなポケモン。頭部にブロッコリーのような物が生えている。弱ったポケモンに分けることがあり、疲れを取る効果がある。目がパッチリ開いている。
『ブラック・ホワイト』では最初に選んだポケモンがミジュマルの場合、サンヨウシティジムはデントとの対戦になりヤナップを使ってくる。また、幼馴染のベルが使用するようになる。同様にツタージャの場合はチェレンが使用し、ポカブの場合は「ゆめのあとち」で無条件で入手できる。
TVアニメ版では『ベストウイッシュ』にてデントの手持ちとして登場。サトシのミジュマルを相性で苦戦させるが、ホタチを防御に活用したミジュマルに敗北。声優は藤村知可。
2011年3月3日からリニューアルオープンする「ポケモンセンターフクオカ」のロゴにピカチュウ、ミジュマルとともに使用されている。

## ヤナッキー
| 分類: とげざるポケモン | タイプ: くさ           | 高さ: 1.1m       | 重さ: 30.5kg |
| 特性: くいしんぼう     | かくれ特性: しんりょく | 進化前: ヤナップ | 進化後: なし |

ヤナップから進化し、気性が荒くなった。頭部にトゲのような葉が生えている。尻尾の葉もトゲ状で、これを敵に叩きつけて攻撃する。頭の葉はとても苦い。
TVアニメ版では『ベストウイッシュ』にてアッキー（声 ‐ 赤羽根健治）のポケモンとして登場。サトシのズルッグを「とびひざげり」の反動と連続攻撃で苦しめるも、新たに覚えた「きあいだま」によって返り討ちにあい敗北。

## バオップ
| 分類: こうおんポケモン | タイプ: ほのお     | 高さ: 0.6m   | 重さ: 11.0kg       |
| 特性: くいしんぼう     | かくれ特性: もうか | 進化前: なし | 進化後: バオッキー |

サルのようなポケモン。頭部は炎のような形をしている。300度近くまで熱が上がることがあり、木の実を焼いて食べている。目はヤナップと違い、半目。
『ブラック・ホワイト』では最初に選んだポケモンがツタージャの場合、サンヨウシティジムはポッドとの対戦になりバオップを使ってくる。また、幼馴染のベルが使用するようになる。同様にポカブの場合はチェレンが使用し、ミジュマルの場合は「ゆめのあとち」で無条件で入手できる。
TVアニメ版では『ベストウイッシュ』にてサンヨウジムリーダー・ポッドの手持ちとして登場。サトシのポカブに敗北。声優は西村ちなみ。

## バオッキー
| 分類: ひのこポケモン | タイプ: ほのお     | 高さ: 1.0m       | 重さ: 28.0kg |
| 特性: くいしんぼう   | かくれ特性: もうか | 進化前: バオップ | 進化後: なし |

バオップの進化形。頭部は炎のような形をしている。火の粉を尻尾からまき散らすことができる。甘いものが大好物で、体内の炎を燃やすエネルギーにする。
TVアニメ版では『ベストウイッシュ』第25話で野生のバオッキーが登場。
2016年に行われたポケモン総選挙720では最下位となっている。

## ヒヤップ
| 分類: みずかけポケモン | タイプ: みず           | 高さ: 0.6m   | 重さ: 13.5kg       |
| 特性: くいしんぼう     | かくれ特性: げきりゅう | 進化前: なし | 進化後: ヒヤッキー |

サルのようなポケモン。頭のふさには水を溜めることができ、この水は栄養がたっぷりだという。常ににっこり笑ったような目をしており、開眼できない。
『ブラック・ホワイト』では最初に選んだポケモンがポカブの場合、サンヨウシティジムはコーンとの対戦になりヒヤップを使ってくる。また、幼馴染のベルが使用するようになる。同様にミジュマルの場合はチェレンが使用し、ツタージャの場合は「ゆめのあとち」で無条件で入手できる。
TVアニメ版では『ベストウイッシュ』でサンヨウジムリーダー・コーンの手持ちとして登場。相性の悪いサトシのピカチュウを「かげぶんしん」「どろあそび」で翻弄し勝利。声優は古島清孝。

## ヒヤッキー
| 分類: ほうすいポケモン | タイプ: みず           | 高さ: 1.0m       | 重さ: 29.0kg |
| 特性: くいしんぼう     | かくれ特性: げきりゅう | 進化前: ヒヤップ | 進化後: なし |

ヒヤップの進化形。頭の房に水を溜め、尻尾から放水する。水が不足すると尻尾から給水する。放出される水は、コンクリート壁なら簡単にぶちぬける。
TVアニメ版では『ベストウイッシュ』にてバッキーのポケモンとして登場し、バオッキーを倒すがズルッグに倒された。声優は林原めぐみ。

## ムンナ
| 分類: ゆめくいポケモン | タイプ: エスパー       | 高さ: 0.6m   | 重さ: 23.3kg       |
| 特性: シンクロ/ よちむ | かくれ特性: テレパシー | 進化前: なし | 進化後: ムシャーナ |

バクのような姿をしたポケモン。薄ピンク色の体に花柄の模様をしている。夢を現実化させる能力を持つとされる。スリープと同じく人やポケモンの夢を糧として食べるが、悪夢を食べると腹痛を起こすスリープに対し、ムンナは基本的に悪夢にうなされる者の前に現れ、悪夢を食べていく習性を持つ。食べた夢が楽しい内容であった場合は、桃色の煙を吐き出す。
TVアニメ版では『ベストウイッシュ』でマコモ博士のポケモンとして登場。声優は西村ちなみ。ムシャーナが放つピンク色の光を浴びたことで眠ってしまったアイリスのキバゴを助けた。
第8シリーズの第27話ではワイルドエリアにいた野生のポケモンとして登場。こちらは普段から空中に浮いているムンナとは違い、珍しく地を歩いていた。

## ムシャーナ
| 分類: ゆめうつつポケモン | タイプ: エスパー       | 高さ: 1.1m     | 重さ: 60.5kg |
| 特性: シンクロ/ よちむ   | かくれ特性: テレパシー | 進化前: ムンナ | 進化後: なし |

ムンナの進化形。ピンク色と薄紫色の体をしている。額から出ている煙には、人やポケモンの見ている夢が詰まっているとされている。戦闘中も含めて常に空中に浮かびながら寝ているが、技を使うときなどは集中するかのように一時的に大きく目を見開く。煙が黒くなると悪夢が現実になる。
『ブラック・ホワイト』ではゲームシンクのマスコット的存在となっている。トレーナーでは幼馴染のベルや四天王のカトレアが使用し、BW2でも引き続き使用する。
TVアニメ版では『ベストウイッシュ』第6話でサンヨウシティ中にピンク色の「ゆめのけむり」を放った張本人。このムシャーナは元々マコモ博士のポケモンで、36話では博士自身がムシャーナをボールから出してゆめのけむりを使わせていた。声優はたかはし智秋。

## マメパト
| 分類: こばとポケモン       | タイプ: ノーマル/ ひこう | 高さ: 0.3m   | 重さ: 2.1kg        |
| 特性: はとむね/ きょううん | かくれ特性: とうそうしん | 進化前: なし | 進化後: ハトーボー |

灰色と黒を基調とした体色の鳩のような姿をしたポケモン。フレンドリーでトレーナーの言うことを聞く性格だが、忘れっぽく難しい命令は理解できないこともある。
TVアニメ版では『ベストウイッシュ』第1話で野生の群れが登場、また第2話ではサトシが♀をゲットした。また、第26話ではアイリスが「マメパトがみずでっぽうを食らった様な顔」という慣用句を使用している。
デザインモチーフはハートマーク。これは「鳩」→「ハート」というデザイナーのダジャレであり、最終形態となるケンホロウ（♂）の頭部にもその名残りとして仮面舞踏会のような意匠が見られる。

## ハトーボー
| 分類: のばとポケモン       | タイプ: ノーマル/ ひこう | 高さ: 0.6m       | 重さ: 15.0kg       |
| 特性: はとむね/ きょううん | かくれ特性: とうそうしん | 進化前: マメパト | 進化後: ケンホロウ |

マメパトの進化形。帰巣本能に優れ、どんなに遠く離れても必ず巣に戻れる。トレーナーとはぐれることもない。ハトーボーが住む森の奥には平和な世界があると信じられている。
TVアニメ版では『ベストウイッシュ』第10話でシューティーの手持ちとして登場。声優は石塚運昇。第22話でサトシのマメパトもハトーボーに進化した。こちらの声優は西村ちなみ。
マメパトとケンホロウの中間ということで、デザインモチーフもハト、雉の中間となるキジバトとなっている。

## ケンホロウ
| 分類: プライドポケモン     | タイプ: ノーマル/ ひこう | 高さ: 1.2m         | 重さ: 29.0kg |
| 特性: はとむね/ きょううん | かくれ特性: とうそうしん | 進化前: ハトーボー | 進化後: なし |

ハトーボーの進化形。キジのような姿をしており、♂にのみ仮面舞踏会のような赤色の飾りが顔についており、これにより相手を威嚇する。一方♀は外見に派手さはない。トレーナー以外の人間には決してなつかない性質を持つ。♂♀とともに子育てをし、どちらかが巣を守り、どちらかが餌を探す。♂はスピードに優れているが、飾りがあるため飛ぶのは♀より下手。♀のほうが飛ぶのが上手く持久力に優れる。
『ブラック・ホワイト』ではジムリーダーのフウロや幼馴染のチェレン、BW2ではライバル（物語終盤から）が使用する。
TVアニメ版では『ベストウイッシュ』第67話でジムリーダーのフウロのポケモンとして登場。ゲームでの彼女のケンホロウは♀だが、アニメで登場したケンホロウは♂である。声優は渡辺明乃。第68話では、サトシのハトーボーが進化している。性別は♀。声優は西村ちなみ。『XY&Z』ではカロスリーグにてアランが♂の個体を使用。サトシのファイアローと空中戦を繰り広げるも引き分けに終わる。
♂の飾りはマメパトがハートマークをモチーフとした際の名残りである。

## シママ
| 分類: たいでんポケモン           | タイプ: でんき         | 高さ: 0.8m   | 重さ: 29.8kg       |
| 特性: ひらいしん/ でんきエンジン | かくれ特性: そうしょく | 進化前: なし | 進化後: ゼブライカ |

シマウマのような外見を持つポケモン。頭には雷のようなたてがみがある。たてがみの光り方で仲間とコミュニケーションできる。落雷の多い土地に生息し、雷雲が発生すると現れ、落ちた雷をたてがみで受け止め、充電する。心臓の鼓動で発動しており、驚いて心拍数が上がると電圧がさらに上昇する。
TVアニメ版では『ベストウイッシュ』第28話でトレーナー・ケニヤンの手持ちとして初登場。サトシのミジュマルとバトルし、ホタチが使えない状態のミジュマルを圧倒するも「アクアジェット」で逆転負けする。声優は古島清孝。

## ゼブライカ
| 分類: らいでんポケモン           | タイプ: でんき         | 高さ: 1.6m     | 重さ: 79.5kg |
| 特性: ひらいしん/ でんきエンジン | かくれ特性: そうしょく | 進化前: シママ | 進化後: なし |

シママの進化形。体格が大きくなり、たてがみが背中に生えそろった。稲妻のような瞬発力を持ち、全速力で走ると雷鳴が響く。気性が荒く、怒るとたてがみを黄色に光らせ雷を四方八方に放出するため非常に危険。雷鳴を感知する能力を持ち、群れで雷雲を追いかけシママに充電させる。
『ブラック・ホワイト』ではジムリーダーのカミツレが使用する。
TVアニメ版では『ポケットモンスター ベストウイッシュ』第39話でケニヤンのシママが進化した形で登場。ドンバトル一回戦で使用され、ベルのチラーミィに圧勝した。イッシュリーグではサトシのガマガルとバトル、「ヘドロウェーブ」の毒と「ちょうおんぱ」の混乱で苦しみながらも相打ちに終わる。使用技は「10まんボルト」「にどげり」「ふみつけ」「からげんき」「すてみタックル」「ギガインパクト」。声優は石塚運昇。また、カミツレのポケモンとしても登場。たった一体でベルの手持ちを全部倒した。サトシ戦でもガマガルを相性の悪さを物ともせず圧倒するも、「ちょうおんぱ」で混乱し、「マッドショット」からの「ハイドロポンプ」で敗北。使用技は「ワイルドボルト」「ニトロチャージ」「にどげり」「でんこうせっか」。こちらの声優は佐藤健輔。

## ダンゴロ
| 分類: マントルポケモン | タイプ: いわ             | 高さ: 0.4m   | 重さ: 18.0kg     |
| 特性: がんじょう       | かくれ特性: すなのちから | 進化前: なし | 進化後: ガントル |

全身が岩でできたポケモン。真ん中には六角形の耳を持つ。この耳の奥にはエネルギーコアがあるため、手などを突っ込むと怒る。目を持たないため、音のする方へ近寄る習性を持ち、音が止むと戸惑って転ぶ。100年前の地震で生じた割れ目から発見されたが、身体を構成する土は更に何百年も前のもの。コロモリと同様、イッシュ地方の洞窟でよく出現するポケモンである。アローラ地方では、イシツブテやメレシーと硬さ比べをする姿が見られる。ガラル地方ではイシツブテの代わりにドサイドンの腕に装填されては飛ばされることが多い。鉄と同じくらいの硬さだが、長時間水に浸かると少しだけ軟らかくなると言われている。石を棲みかにするポケモン・イシズマイが天敵。
TVアニメ版では『ベストウイッシュ』にてサトシのポケモンとして登場。声優は犬山イヌコ。ゴウのポケモンとしても登場。こちらの声優は坂田将吾。

## ガントル
| 分類: こうせきポケモン | タイプ: いわ             | 高さ: 0.9m       | 重さ: 102.0kg      |
| 特性: がんじょう       | かくれ特性: すなのちから | 進化前: ダンゴロ | 進化後: ギガイアス |

ダンゴロの進化形。進化して足が2本から3本になり、体中には体内に収まりきらないほどのエネルギーがオレンジ色の結晶となって表面に出ており、元気だと更に露出する。この結晶はパワーが漲ることで光輝く性質を持ち、ほんのひとかけらでダンプカー100台分の燃料を作ることができる。地下水を求め、洞穴内を行動する。
TVアニメ版では『ベストウイッシュ』第61話でサトシのダンゴロが進化して初登場。声優は石塚運昇。別個体としてゴウもゲットしている。こちらの声優は間宮康弘。

## ギガイアス
| 分類: こうあつポケモン       | タイプ: いわ             | 高さ: 1.7m       | 重さ: 260.0kg |
| 特性: がんじょう/ すなおこし | かくれ特性: すなのちから | 進化前: ガントル | 進化後: なし  |

ガントルの進化形。四足歩行で、紺色の巨岩がたくさん集まったような姿をしており、体表から生えるオレンジ色のエネルギー結晶体の突起数が、1進化前のガントルの頃から大幅に増加している。結晶から太陽光を吸収、体内のコアでそのエネルギーを圧縮、それを光の球として口から撃ち出すことができ、民家はもちろん山さえも吹き飛ばす威力がある。全力で撃ちきると身体中に亀裂が走る。ただし、雨の日は撃てない。かなりの馬力を持つため、建築業などの作業員が好んでパートナーにすることが多い。
トレーナーでは「ブラック・ホワイト」でライバルのチェレン、「ウルトラサン・ウルトラムーン」で四天王のライチ、「ソード・シールド」でジムリーダーのキバナが使用する。
TVアニメ版では『ベストウイッシュ』第52話で初登場。釘が足に刺さってしまった事で暴れていたが、チャンピオンのアデクがその暴れるギガイアスをひっくり返し釘を抜いてなだめた。声優は佐藤健輔。

## コロモリ
| 分類: こうもりポケモン   | タイプ: エスパー/ ひこう | 高さ: 0.4m   | 重さ: 2.1kg        |
| 特性: てんねん/ ぶきよう | かくれ特性: たんじゅん   | 進化前: なし | 進化後: ココロモリ |

小さなコウモリ型のポケモン。薄い水色の毛が生えた球形の体に黒い翼を持つ。目も体毛に隠れている。ハート型の模様（もしくは鼻の穴）がついたピンク色の鼻が特徴でここから超音波を出す。眠るときは鼻を壁に吸いつけて眠る。そのため、コロモリの住む洞窟の壁にはハートの跡があるという。体にコロモリの鼻を押しつけたときにハートの跡が残るといいことが起こると言われている。
TVアニメ版では『ベストウイッシュ』にてムサシがゲットしている。バトルで活躍しており、サトシたちを何度も苦戦させた。性別はオス。声優は古島清孝。第8シリーズの第22話にてガラル鉱山の作業員のポケモンとしてドッコラー、ダンゴロ、トロッゴンと共に登場。作業員たちがガラルファイヤーによって気力が抜けたことにより、ドッコラーやダンゴロと共に怯えていたが、リコからマードックの作ったお菓子を食べさせてもらったことで、リコに事情を説明し、作業員たちと共にポケモンセンターへと向かった。

## ココロモリ
| 分類: きゅうあいポケモン | タイプ: エスパー/ ひこう | 高さ: 0.9m       | 重さ: 10.5kg |
| 特性: てんねん/ ぶきよう | かくれ特性: たんじゅん   | 進化前: コロモリ | 進化後: なし |

コロモリの進化形。ブタのような青い体に、コウモリの翼と首周りの白い毛を持つ。ハート型の鼻の穴から様々な周波数の超音波を放つ。超音波による攻撃は、岩やコンクリートなども容易く破壊する。強力な超音波を出すと疲れて飛べなくなることもある。求愛するときに出す超音波を浴びると楽しい気分になる。鼻は幸福を呼ぶシンボルと言い伝えられており、それを祭る地域もあるという。
ブラック・ホワイト、および続編BW2ともにフキヨセシティジムリーダー・フウロが1番手として使用する。そのほか「シールド」でセイボリーが使用する。
TVアニメ版では『ベストウイッシュ』第24話にて野生の群れが登場。

## モグリュー
| 分類: もぐらポケモン         | タイプ: じめん         | 高さ: 0.3m   | 重さ: 8.5kg        |
| 特性: すなかき/ すなのちから | かくれ特性: かたやぶり | 進化前: なし | 進化後: ドリュウズ |

モグラの様な姿をしたポケモン。紺色の体で両手には大きな爪を持っている。両手の爪を頭上で合わせ、その体勢で高速回転しながら穴を掘る。掘り進む速さは50km/hと、普通乗用車並みに速い。また、掘りすぎて農作物をダメにしてしまうため、農家の人たちには嫌われている。一休みする時は地上から顔を出す。
TVアニメ版では『ベストウイッシュ』第33話のアイリスの回想にて、彼女の手持ちポケモンとして登場。後にドリュウズへと進化した。

## ドリュウズ
| 分類: ちていポケモン         | タイプ: じめん/ はがね | 高さ: 0.7m         | 重さ: 40.4kg |
| 特性: すなかき/ すなのちから | かくれ特性: かたやぶり | 進化前: モグリュー | 進化後: なし |

モグリューの進化形。別名「ドリルキング」。鋭い目つきになり、茶色の体毛に赤い模様がある。頭部の角と手の爪が金属の刃物のようになっており、この3カ所を合わせることでドリルのような形状になり、体をきりもみ回転することで地面を掘り進むことができる。その掘削力は岩はおろか鉄板をも容易に貫き、地下100メートルの深さに入り組んだトンネルの巣を作る。時おり地下鉄のトンネルに穴を開けてしまうこともあるらしい。また、トレーナーが捕獲したドリュウズがトンネル工事に使われることもあり、持ち前の掘削力で大いに活躍する。ドリュウズは目を回すことはない。
『ブラック・ホワイト・ブラック2・ホワイト2』ではホドモエシティのジムリーダー、ヤーコンが切り札として使用する。また、バトルサブウェイにおけるサブウェイマスター、ノボリ（シングル）とクダリ（ダブル）もスーパートレインでの戦いにおいて使用してくる。「スカーレット・バイオレット」ではブルベリーグ四天王のタロが使用し、フェアリータイプへテラスタルする。
TVアニメ版では『ベストウイッシュ』第9話にてアイリスのポケモンとして登場。声優は古島清孝。また第61話においてホドモエジムのリーダー・ヤーコンの切り札として、大物の別個体が登場。高さやパワーなどはポケモン図鑑などに載っているものはおろかアイリスのドリュウズも大幅に凌ぐ。圧倒的なパワーでサトシのツタージャをものともせず「つのドリル」で勝利し、「ドリルライナー」でダンゴロを連続攻撃するも特性「がんじょう」で「つのドリル」を無効化したダンゴロはガントルに進化。最後はガントルの「いわくだき」で敗北。こちらの声優は佐藤健輔。
『超合体魔術ロボ ギンガイザー』に登場する蘇生獣ゲモラをモチーフとする。

## タブンネ
| 分類: ヒヤリングポケモン             | タイプ: ノーマル     | 高さ: 1.1m   | 重さ: 31.0kg |
| 特性: いやしのこころ/ さいせいりょく | かくれ特性: ぶきよう | 進化前: なし | 進化後: なし |

ピンクとペールオレンジを基調とする体を持ったポケモン。大きく特徴的な耳を持ち、桁外れの聴力を備える。かすかな音でまわりの様子をレーダーのようにキャッチするという。耳の触角で相手に触れると、心臓の音で体調や気持ちがわかるともいわれている。タマゴに触れると、孵化するタイミングが分かる。
『ブラック・ホワイト』では揺れている草むらに入ることで出現する。倒したときの経験値が他のポケモンより遥かに多いため、レベルアップに重宝する。「X・Y」ではある場所で飛び出してくる。
『オメガルビー・アルファサファイア』からは、「メガタブンネ」にメガシンカする。
メガタブンネ
体色が白っぽく変化し、首の下に新たな触角が2本生じた。この触角に触れたものは深い眠りに落ちてしまうという。敵意をそぐ効果のある癒しの波動を体から放出している。ノーマルタイプに加えてフェアリータイプが追加され、特性は「いやしのこころ」になる。
TVアニメ版では『ベストウイッシュ』で、これまでのシリーズにおけるラッキーに代わるポケモンセンターの看護師ポケモンとして登場。

## ドッコラー
| 分類: きんこつポケモン       | タイプ: かくとう         | 高さ: 0.6m   | 重さ: 12.5kg       |
| 特性: こんじょう/ ちからずく | かくれ特性: てつのこぶし | 進化前: なし | 進化後: ドテッコツ |

灰色の体にピンクの血管のようなものが浮き出ており、頭部はリーゼントのようになっているポケモン。足は鳶職の人が履くニッカポッカというものに似ている。建築現場に現れて工事を手伝うことがあるが、雨などで作業が中止になると機嫌を損ね、角材を振り回して縦横無尽に暴れまわる。角材は常に持っており、戦う時もこれを使いこなす。成長するごとに更に重い角材に持ち替え、軽々と扱うようになると進化の時は近い。
TVアニメ版では『ベストウイッシュ』第31話でシューティーのポケモンとして初登場。サトシのミジュマルと戦い敗れる。声優は三宅健太。

## ドテッコツ
| 分類: きんこつポケモン       | タイプ: かくとう         | 高さ: 1.2m         | 重さ: 40.0kg       |
| 特性: こんじょう/ ちからずく | かくれ特性: てつのこぶし | 進化前: ドッコラー | 進化後: ローブシン |

ドッコラーの進化形。進化前と同様、灰色の体にピンクの血管のようなものが浮き出ている人型のポケモン。進化に伴い持つものが角材から鉄骨に変わっている。鉄骨をウェイトとして鍛え上げた体は非常に強靭で、人間相手ではプロレスラーが束になって掛かっても敵わないほどである。鍛えた体をドテッコツ同士で自慢しあう習慣をもつ。負けた方はしばらく姿を見せなくなる。巧みな鉄骨さばきは、家屋の解体作業にも一躍買っている。
TVアニメ版では『ベストウイッシュ』第40話でシューティーのドッコラーが進化した形で登場。ドンバトル1回戦で使用され、デントのイシズマイと戦い、相性の良さもあり途中までは有利に進めるが、デントの機転で逆転され敗れた。敗北後、他人のバトルに興味のないシューティーは去って行った。声優は三宅健太。『2019年版』ではワールドチャンピオンシップス・スーパークラスのゲンバ（声 - 三宅健太）のポケモンとして登場、サトシのカモネギ（ガラルのすがた）とバトルし、桁違いのパワーで追い詰めるも、最後は「ぶんまわす」同士のぶつかり合いによって鉄骨を真っ二つにされ敗れた。バトル後は鉄骨が治るまでゲンバからツルハシをもらった。使用技は「10まんばりき」、「ぶんまわす」、「きあいだま」、「ビルドアップ」。こちらの声優は間宮康弘。
デザインイメージはドッコラーの「見習い土方」に対する「一人前」で、ドッコラー・ドテッコツ・ローブシンの系列の中において単純なパワーは全盛期であるとされる。

## ローブシン
| 分類: きんこつポケモン       | タイプ: かくとう         | 高さ: 1.4m         | 重さ: 87.0kg |
| 特性: こんじょう/ ちからずく | かくれ特性: てつのこぶし | 進化前: ドテッコツ | 進化後: なし |

ドテッコツの進化形。顔つきや体勢などが老人のようになったが、体格はさらに屈強となっている。進化前に持っていた鉄骨に代わり、非常に太いコンクリートの柱を杖代わりに2本持っており、これらを遠心力を用いて筋力を使わずに振り回す技術を持つ。また、コンクリートの柱はローブシン自身が作ったものであり、2000年ほど前にコンクリートを作る技術（ローマン・コンクリート）を人類に教えたポケモンだと言われている。本気のバトルの時は、コンクリートを置いて拳で殴りかかる。
『ブラック・ホワイト 及び ブラック2・ホワイト2』では四天王のレンブやサブウェイマスターのノボリ・クダリ、『ブラック2・ホワイト2』ではこれに加えてアデクが使用する。
TVアニメ版では『ベストウイッシュ』第70話でシューティーのドテッコツが進化した形で登場。ベルのエンブオーと戦い、「ビルドアップ」からの「かいりき」「がんせきふうじ」「ストーンエッジ」で追いつめるも、「ストーンエッジ」を「なげつける」で投げ返され持っていた柱までぶつけられ敗北する。ドテッコツ時同様、シューティーは去って行った。声優は佐藤健輔。
開発スタッフの話によると、モチーフは「工事現場の親方」で、単純な体力は全盛期であるドテッコツに劣るものの、前述のように技術に長けて必要な際のみ力を発揮する老獪なベテランというイメージとされる。

## オタマロ
| 分類: おたまポケモン           | タイプ: みず         | 高さ: 0.5m   | 重さ: 4.5kg      |
| 特性: すいすい/ うるおいボディ | かくれ特性: ちょすい | 進化前: なし | 進化後: ガマガル |

オタマジャクシのようなポケモン。眉毛が特徴。水溜りの近くにいる。同じおたまポケモンのニョロモとは異なり、足は生えていない。頬の膜を振動させることで仲間にしか聴こえない音波を発し、意思疏通を図る。危険を知らせる時には甲高い警戒音を発する。
TVアニメ版では『ベストウイッシュ』第32話で初登場。ガマガルの命令を受け、数匹で湖の中でミジュマルとサトシに攻撃したが、水の中で目を開けたミジュマルに恐れをなして逃げ出した。

## ガマガル
| 分類: しんどうポケモン         | タイプ: みず/ じめん | 高さ: 0.8m       | 重さ: 17.0kg       |
| 特性: すいすい/ うるおいボディ | かくれ特性: ちょすい | 進化前: オタマロ | 進化後: ガマゲロゲ |

オタマロの進化形でガマゲロゲに進化する。青い体の、オタマジャクシとカエルの中間のようなポケモン。頭部に3つのコブがあり、これを震わせたときの衝撃波は水面や地面が揺れる。ネバネバした長い舌で獲物を絡め取る。
TVアニメ版では第31話においてシューティーがゲットしようとしたが、結局失敗した。次の32話でサトシのポケモンとして登場。元々は池に住んでいたオタマロたちの群れのボスでゲット前から高い実力の持ち主だった。性別は♂。声優はたかはし智秋。また、第61話ではホドモエジムリーダー・ヤーコンの手持ちポケモンとして登場。アイリス曰く「サトシのより強そう」で、ミジュマルをパワーの差で圧倒したが、ツタージャの「メロメロ」によって何もできないまま敗北に終わる。こちらも性別は♂。声優は渡辺明乃。

## ガマゲロゲ
| 分類: しんどうポケモン   | タイプ: みず/ じめん | 高さ: 1.5m       | 重さ: 62.0kg |
| 特性: すいすい/ どくしゅ | かくれ特性: ちょすい | 進化前: ガマガル | 進化後: なし |

ガマガルの進化形で、2足歩行のイボガエル（ヒキガエル）型のポケモン。青い体に頭部に2つ、両腕に2つずつ、背中に4つのコブがある。頭部のコブからは神経をマヒさせる毒を含んだ液体を飛ばすことができる。コブを高速で振動させ、その衝撃で物理的な攻撃を仕掛けることもでき、腕のコブの振動でパンチの威力を増幅させることで巨岩を砕く（「しんどうポケモン」という分類はこれに由来する）。さらに振動によってマッサージもできるため、老人には人気のポケモンでもある。同じくカエルがモチーフのグレッグルとは種類が近い。
『ブラック・ホワイト』ではプラズマ団のゲーチスが使用する。
TVアニメ版では『ベストウイッシュ』第65話に登場した少年・セイン（声 - 小林ゆう）がペンドラーと共に父親から借りてきたポケモンとして登場。バトルではグレン（声 - 奈良徹）が指示を出し、ニック（声 - 木村亜希子）がサトシから借りたピカチュウとサングラスのワルビルとバトルをした。
デザインや表情は、進化系列の中ではガマゲロゲが最初に作られ、ガマガルとオタマロはガマゲロゲから逆算されてデザインされた。

## ナゲキ
| 分類: じゅうどうポケモン         | タイプ: かくとう       | 高さ: 1.3m   | 重さ: 55.5kg |
| 特性: こんじょう/ せいしんりょく | かくれ特性: かたやぶり | 進化前: なし | 進化後: なし |

柔道着を着た人間のような姿をしたポケモン。体色は赤で、やや太めの体型。顔には、眉間で繋がって一本になったY字型の太い眉毛がある。黒帯を身に付けているが、これはナゲキ自身がツル草を編んで作ったもので、帯を締めないと力が低下する。トレーナーが捕獲したナゲキは人間製の帯も使うらしい。強くなると帯を取り替える。投げ技を得意として、自分よりも巨大な相手ほど技をかけたくなる習性を持つ。日本武道の団体戦のように5人組で行動する。
実際の柔道には女子種目もあるが、♂しかいない。
『ブラック・ホワイト』では四天王レンブの手持ちポケモンとして使用してくる。
専用技として「やまあらし」を持つ唯一のポケモン。やまあらしは必ず急所に当たる技。
TVアニメ版では『ベストウイッシュ』第70話でマサオミ（声 - 入野自由）のポケモンとして初登場。バトル大会「ドンナマイト」では優勝候補とされていたが、決勝戦でケニヤンのダゲキに敗れた。『2019年版』にも登場、声優は千鳥のノブが担当。
公式イラストレーターの杉森建によれば、元々は第4世代で登場させる予定だったポケモンで、「かくとうタイプのポケモンで投げ技を主体としたものが存在していない」ということから杉森自身が考案したポケモンである。なお、当初は「武道の鬼（達人）」ということで「赤鬼」をモチーフとしたデザインであり、眉毛の部分には角があったのだが、第5世代のトルネロス・ボルトロスも鬼を題材にデザインすることとなったため変更された。

## ダゲキ
| 分類: からてポケモン             | タイプ: かくとう       | 高さ: 1.4m   | 重さ: 51.0kg |
| 特性: がんじょう/ せいしんりょく | かくれ特性: かたやぶり | 進化前: なし | 進化後: なし |

空手着を着た人間のような姿をしたポケモン。体色は青で、細めの体型。よく似た容姿のナゲキと異なり、向かって左の眉に相当する部位が存在しない。非常に修行熱心で、ダゲキのいる山からは大きな岩や木を殴る音が絶えず聞こえ、修行を邪魔し怒らされることを嫌う。腰の黒帯は気を引き締めるためのものとなっている。ナゲキ同様♂しかいない。
『ブラック・ホワイト』では四天王のレンブが使用する。　
TVアニメ版では『ベストウイッシュ』第41話でケニヤンの手持ちポケモンとして初登場。ドンナマイトではケニヤンを優勝に導いた。イッシュリーグではサトシのハハコモリに勝利するも、ワルビアルの「つばめがえし」の前に敗れる。声優は古島清孝。『2019年版』にも登場、こちらの声優は千鳥の大悟が担当。
「ポケモンスマッシュ!」では主にゴルゴ所長やミサキが使用する。特にミサキは自身が空手をやっていることもあり、非常にダゲキを気に入っている。
デザインは公式イラストレーターの杉森建によるもので、対を成すナゲキが先に誕生しており、柔道とペアになるものとして同じく日本武道の空手から考案し、ナゲキと共に元々は第4世代で登場させる予定であった杉森はダゲキのデザインを気に入っており、『ファミ通』など雑誌に提供された直筆イラストの題材にこのダゲキを採用している。当初は「武道の鬼（達人）」ということで「青鬼」をモチーフとしたデザインであり、眉毛の部分には角があったのだが、第5世代のトルネロス・ボルトロスも鬼を題材にデザインすることとなったため変更された。

## クルミル
| 分類: さいほうポケモン           | タイプ: むし/ くさ   | 高さ: 0.3m   | 重さ: 2.5kg      |
| 特性: むしのしらせ/ ようりょくそ | かくれ特性: ぼうじん | 進化前: なし | 進化後: クルマユ |

芋虫に葉っぱがついた姿をしたポケモン。この葉っぱは2進化形かつ最終進化形のハハコモリにつくってもらった服であり、タマゴから孵るとこの服をつくってもらい着せられる。この服は葉っぱ製のため劣化するが、葉っぱを咬み切り粘着糸で縫い合わせてハハコモリの見よう見まねで自分で服を作ることもできる。この習性からファッションデザイナーからマスコットとして人気がある。寝るときは服に付いたフードで頭を覆い隠す。頭のコブは感触器官で、仲間同士コブをすり合わせて挨拶する。
TVアニメ版では『ベストウイッシュ』でサトシのポケモンとして登場。声優は犬山イヌコ。

## クルマユ
| 分類: はごもりポケモン           | タイプ: むし/ くさ   | 高さ: 0.5m       | 重さ: 7.3kg        |
| 特性: リーフガード/ ようりょくそ | かくれ特性: ぼうじん | 進化前: クルミル | 進化後: ハハコモリ |

クルミルの進化形。はっぱを着込んで繭のようになり、寒さを凌ぐ。薄暗い湿った森に住む。食物連鎖で言う分解者の位置におり、落ち葉を食べて栄養分に変えているため、クルマユの住む森は草木がよく育つという。頭に生えた葉っぱの触覚で空気の動きをキャッチして周囲を探る。
目が半分閉じた眠たそうな顔をしているが、アニメでは見開くシーンがある。
トレーナーでは『スカーレット・バイオレット』の有料追加コンテンツ「ゼロの秘宝 前編・碧の仮面」ではブルーベリー学園の生徒でありスグリの姉でもあるゼイユが2戦目で使用。
TVアニメ版では『ベストウイッシュ』第23話でサトシのクルミルがクルマユに進化した。声優は犬山イヌコ。

## ハハコモリ
| 分類: こそだてポケモン           | タイプ: むし/ くさ   | 高さ: 1.2m       | 重さ: 20.5kg |
| 特性: むしのしらせ/ ようりょくそ | かくれ特性: ぼうじん | 進化前: クルマユ | 進化後: なし |

クルマユの進化形。性別を問わず、ナナフシのような細身で女性的な姿形をしており、体色は葉っぱに似ている。落ち葉の発酵熱でタマゴを温める。腕のカッターと粘着性の糸を使い、葉っぱからクルミルの服を作る習性がある。クルミルだけでなく、小さいポケモンを見かけるとそのポケモンに見合った服を即座に作る。普段は温厚で穏やかな性格だが、庇護欲の強い一面もあり、幼いポケモンを狙う天敵は容赦なく大木をも一刀両断に切りつける両腕で撃退する。
『ブラック・ホワイト』ではヒウンシティジムリーダー・アーティが切り札として使用する。『スカーレット・バイオレット』の有料追加コンテンツ「ゼロの秘宝 前編・碧の仮面」ではブルーベリー学園の生徒でありスグリの姉でもあるゼイユが3戦目でクルマユから進化する形で使用。
TVアニメ版では『ベストウイッシュ』第18話にてゲームと同様にアーティの切り札として初登場。声優はたかはし智秋。第38話では映画作りをしている少年・ルークの手持ちポケモンとして登場。主に衣装作りを担当している。声優は福圓美里。また第74話ではサトシのクルマユがアイリスのエモンガとのバトル中にハハコモリに進化した。こちらの声優は犬山イヌコ。

## フシデ
| 分類: ムカデポケモン           | タイプ: むし/ どく | 高さ: 0.4m   | 重さ: 5.3kg      |
| 特性: どくのトゲ/ むしのしらせ | かくれ特性: かそく | 進化前: なし | 進化後: ホイーガ |

小さくてずんぐりとしたムカデのようなポケモン。茜色がかった頭に緑色の体をしている。頭と尻尾に触角があり、普段はその触角でまわりの様子を探っている。凶暴な性格で天敵に対しては噛みついて体が痺れて動けなくなる程の猛毒を与える。集団で行動し、地中での生活が主流である。ヤクデとは近縁種だが仲が悪く大体喧嘩になる。この関係はそれぞれペンドラー、マルヤクデに進化してもなお続く。
TVアニメ版では『ベストウイッシュ』第22話で登場。

## ホイーガ
| 分類: まゆムカデポケモン       | タイプ: むし/ どく | 高さ: 1.2m     | 重さ: 58.5kg       |
| 特性: どくのトゲ/ むしのしらせ | かくれ特性: かそく | 進化前: フシデ | 進化後: ペンドラー |

フシデの進化形でペンドラーに進化する。硬い殻に身を包み普段はあまり動かないが、襲われると高速回転して体当たりを繰り出してくる。体当たりと同時に、殻の表面に揃う無数のトゲや角を刺しまくり、毒を流し込む。まゆムカデという分類だが、繭というより、車などに付いているタイヤのような形で、タマヤスデにも似ている。なお、実際のムカデは生まれつき姿が変わらない不完全変態のため、幼虫・蛹(繭)・成虫の過程がない。
ゲーム『ポケットモンスター ブラック・ホワイト』ではジムリーダー・アーティが最初に繰り出すポケモン。『ブラック2・ホワイト2』ではジムリーダー・ホミカの切り札。
TVアニメ版では『ベストウイッシュ』第23話でアーティのポケモンとして登場。声優は古島清孝。

## ペンドラー
| 分類: メガムカデポケモン       | タイプ: むし/ どく | 高さ: 2.5m       | 重さ: 200.5kg |
| 特性: どくのトゲ/ むしのしらせ | かくれ特性: かそく | 進化前: ホイーガ | 進化後: なし  |

ホイーガの進化形であり、分類通り大型のペルビアンジャイアントオオムカデのような姿をしたポケモン。赤紫色の甲殻に鈍色の腹部という、現実のオオムカデ科のように派手な色彩をしている。1進化前のホイーガの丸まり体勢から、2進化前のフシデのような、一般的な多足類の体勢へと戻り、8対ほどの歩肢があるが、ペンドラーは、体を2対の歩肢で支えているため、足は4本あり、他は爪である。素早い動きが得意。非常に凶暴性が高く、首の近くの爪を相手に喰い込ませて毒を与えたり、頭の角で攻撃するなど、敵にとどめを刺すまで徹底的に襲い掛かる。眠る時に体を丸めるのは進化前の名残。マルヤクデとは仲が悪く、争うと負けた方が餌になる。
むしタイプにおいて、高さ・重さともにシリーズ中最大のポケモンである。どくタイプにおいても重さは最大、高さもアーボックに次ぐ巨体を誇る。
『ブラック・ホワイト』ではタチワキジムリーダーのホミカがポケモンワールドトーナメントでの対決で切り札として使用する。「ソード」ではクララが使用する。
TVアニメ版では『ベストウイッシュ』第9話で野生のポケモンが登場。声優は石塚運昇。また第24話ではベルのチャオブーの「かえんほうしゃ」で攻撃されて怒り、サトシたちを追い回した。この時の声優は三宅健太。その後もサトシ達を襲う凶暴なポケモンとして度々登場しており、無印編等におけるスピアーのような立ち位置になっている。第83・84話ではタチワキジムのジムリーダー・ホミカの手持ちポケモンとしてゲーム版のホイーガから差し替えられる形で登場。